# Distretto di Sanyati
Il distretto di Sanyati è uno dei 7 distretti che compongono la Provincia del Mashonaland Occidentale, in Zimbabwe. Ha una popolazione di 256.616 abitanti e una superficie di 5.087 Km². Il suo capoluogo è Kadoma.

## Demografia
| Censimento (Anno) | Popolazione      |
| ----------------- | ---------------- |
| 2002              | 159.662          |
| 2012              | 205.366 (+2,5%)  |
| 2022              | 256.616 (+2,35%) |